# Pierre Gignoux
Pour les articles homonymes, voir Gignoux.
Pierre Gignoux père et fils sont des maîtres-ferronniers actifs à Genève au début du XVIIIe siècle.

## Biographie
Pierre Gignoux père (né vers 1646) est reçu habitant à Genève le 27 février 1705 et est mort dans cette même ville le 11 avril 1716, âgé de 70 ans, tandis que son fils, portant le même prénom (né vers 1681) décède le 4 juin 1753, à 72 ans. Tous deux sont des maîtres-ferronniers huguenots. Le père, venu d’Uzès, s’est établi à Genève en 1705. Lui et son fils sont à l’origine de remarquables ferronneries en Suisse romande, qui frappent par leur virtuosité. Tous deux ont été signalés déjà par Rudolf Füssli dans son Allgemeines Künstlerlexikon (1763 et 1779, réédité par la suite).
Gignoux père et fils ont publié : Divers ouvrages de serrurerie, comme balcons, rampes descalier, consolle, porte de fer, desus de porte, seintre portanseigne / le tout invantez et fait et gravet par Pierre Gignoux, père et fils, mestre serruriers, Genève 1713.
Sans doute existait-il des copies antérieures de ces planches, puisque la ville de Vevey, planifiant la construction de son hôtel de ville, achète en 1702 déjà douze estampes « pour avoir des modèles pour les grilles du balcon soit de l’escalier ». La balustrade exécutée selon ces modèles par des artisans locaux correspond en tous points aux modèles republiés en 1713.